# .gl
.gl (Groelândia) é o código TLD (ccTLD) na Internet para a Groelândia.
O nome de domínio tem sido comercializado às vezes como um símbolo de "boa sorte" ("good luck"), "livraria gráfica" ("graphics library") ou Galiza e Galego.[carece de fontes?]